# Bury the Lies
Bury the Lies è il secondo album di studio del gruppo musicale svedese Takida, pubblicato nel 2007.

## Tracce
1. The Dread – 3:05
2. Hole in the Ground – 4:18
3. Feeble Pride – 3:29
4. Tear It Up Again – 4:28
5. Halo – 3:57
6. Ashamed – 3:48
7. Curly Sue – 3:53
8. Bad Seed – 3:58
9. Poisoned – 3:58
10. Snypah – 4:05
11. Handlake Village – 4:18